# Gabriel Zucman
Gabriel Zucman (født 30. oktober 1986 i Paris) er en fransk økonom, der især er internationalt kendt for sin forskning i skatteunddragelse og skattely. 
Zucman studerede ved det prestigefulde École normale supérieure de Cachan 2005-10. Han fik en master-grad i økonomi fra Paris School of Economics i 2008 og sin Ph.D.-grad sammesteds fra i 2013. For den sidstnævnte modtog han i 2014 den franske økonomsammenslutnings pris for årets bedste ph.d.-afhandling. Derefter var Zucman postdoc ved University of California, Berkeley, inden han blev adjunkt ved London School of Economics (LSE) i 2014-16 (med orlov fra 2015). Fra 2015 har han været adjunkt ved UC Berkeley. Samtidig har han siden 2015 været meddirektør for World Wealth and Income Database (WID), en database, som giver adgang til omfattende dataserier om den globale indkomst- og formuefordeling.
Zucman er ikke mindst kendt for sin bog fra 2015 "The Hidden Wealth of Nations: The Scourge of Tax Havens", såvel som for den reviderede udgave af samme bog fra 2017, som udkom i dansk oversættelse under titlen "Nationernes skjulte velstand" i 2019. 
Blandt Zucmans medforfattere er Emmanuel Saez og Thomas Piketty. Zucman har også samarbejdet med flere danske økonomer om at finde data frem om omfanget af international skatteunddragelse. Det gælder bl.a. artiklen "The Missing Profits of Nations", som han skrev sammen med de to ph.d.-stipendiater ved Københavns Universitet Thomas Tørsløv og Ludvig Wier. artiklen "Who Owns the Wealth in Tax Havens?" skrevet sammen med lektor Niels Johannesen fra KU og den norske økonom Annette Alstadsæter, og artiklen "Wealth Taxation and Wealth Accumulation: Theory and Evidence from Denmark" om den danske formueskat, skrevet sammen med Henrik Kleven, Katrine Jakobsen og Kristian Jakobsen.

## Hædersbevisninger
I 2018 modtog Zucman prisen som årets bedste unge økonom i Frankrig, i konkurrence med bl.a. Harvard-økonomen Stefanie Stantcheva, for hans forskning om skatteunddragelse og dennes økonomiske konsekvenser. I 2023 modtog han John Bates Clark-medaljen, som årligt uddeles af American Economic Association til en fremragende økonom i USA, der er under 40 år.